# Triumph Dolomite
Triumph Dolomite byl automobilem nižší střední třídy, který v letech 1973 až 1980 vyráběla britská automobilka Triumph. Celkem bylo vyrobeno 204 003 kusy. Nahradil modely 1300, 1500 a Toledo. Jeho nástupcem byl Triumph Acclaim. Verze Dolomite 2000 Sprint se objevila v 1. řadě seriálu Profesionálové.

## Popis

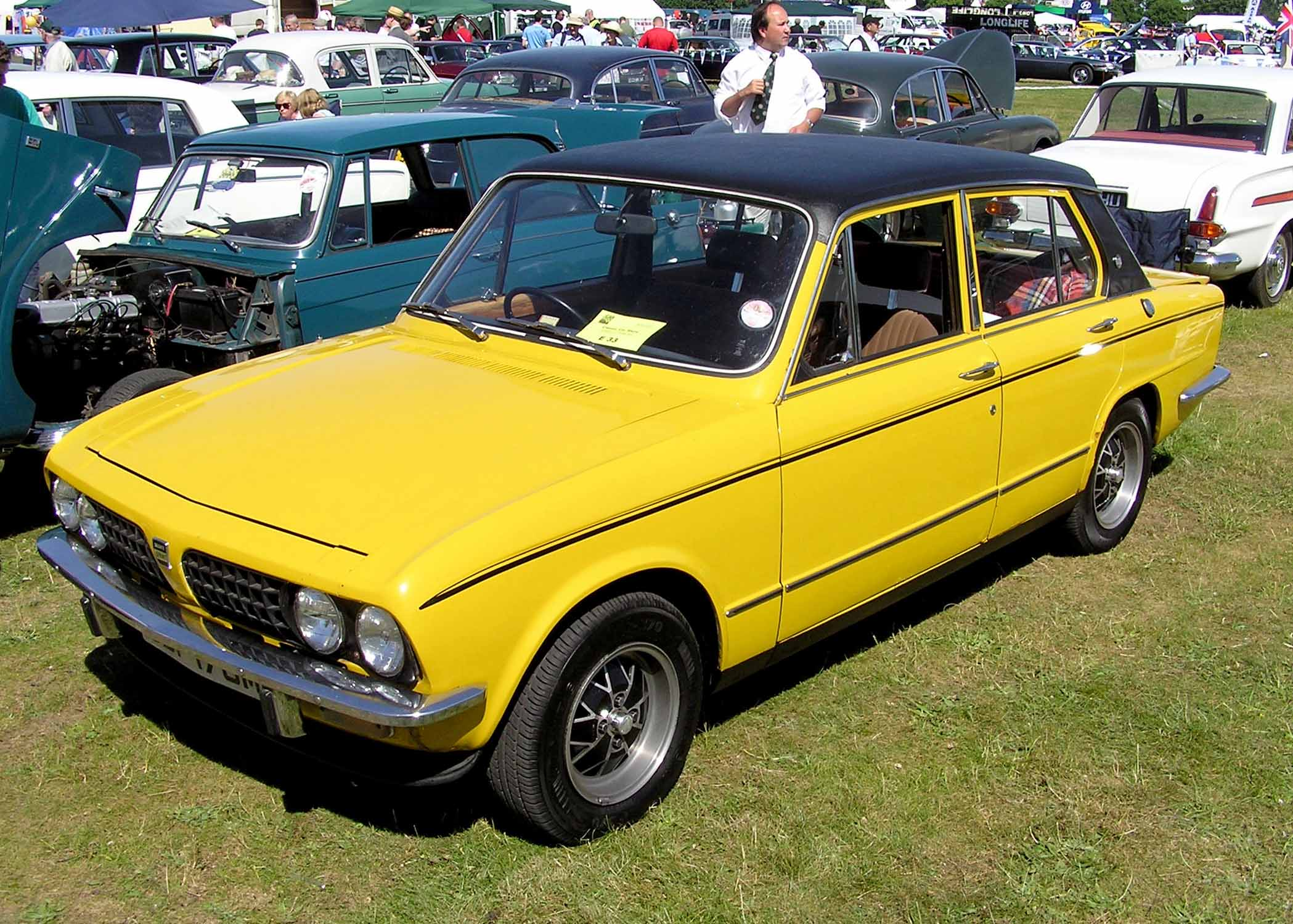
model 1973

Vůz se vyráběl s karoserií sedan. Design navrhl Michelotti. verze sprint se zúčastňovala automobilových soutěží a získala řadu úspěchů.

### Rozměry
- Rozvor - 2,438 mm
- Délka - 4,115 mm
- Šířka - 1,575 mm

### Motory
- 1,296 cm³, 43,4 kW, 137 km/h, převodovka čtyřstupňová
- 1,493 cm³, převodovka čtyřstupňová
- 1,854 cm³, převodovka čtyřstupňová
- 1,998 cm³ SOHC 4-ventil, 94,9 kW, 187 km/h, převodovka čtyřstupňová (verze Sprint)

## Závodní verze
Závodní vozy měly dvoulitrový šestnáctiventilový motor. V sezoně Mistrovství světa v rallye 1974 nezískal žádný výsledek, ale v sezoně Mistrovství světa v rallye 1975 byl při RAC Rallye 1975 první ve své třídě. Během sezony Mistrovství světa v rallye 1976 byly vozy nahrazeny typem Triumph TR7. 